# Pablo Rafael Ruz Gutiérrez
Pablo Rafael Ruz Gutiérrez (Madrid, 28 de novembre de 1975) és un jutge espanyol.

## Biografia
Nascut a Madrid a 1975, és oriünd de la comarca de Liébana (Cantàbria) per via materna. Es va llicenciar en Dret per la Universitat Pontifícia Comillas el 1998 i va ingressar a la carrera judicial el maig de 2003, amb només 28 anys. Va començar a exercir la Judicatura, primer en el Jutjat de Primera Instància i Instrucció número 3 de Navalcarnero (Madrid), i dos anys i mig més tard al Jutjat número 4 de la mateixa localitat. L'abril del 2008 va substituir temporalment Juan del Olmo (instructor del sumari de l'11-M) i, entre altres decisions, va ordenar l'ingrés a presó eludible sota fiança de tres milions d'euros de l'exassessor urbanístic de l'Ajuntament de Marbella, Juan Antonio Roca. Posteriorment va passar al Jutjat de Primera Instància número 5 de Collado Villalba, de Madrid. Pertany a la plataforma Otro Derecho Penal es Posible, integrada per juristes espanyols progressistes.

## Audiència Nacional
Al juny de 2010, la Comissió Permanent del Consell General del Poder Judicial (CGPJ) va nomenar-lo per unanimitat pel Jutjat Central d'Instrucció número 5 de l'Audiència Nacional d'Espanya en substitució de Baltasar Garzón, qui es trobava suspès cautelarment en les seves funcions des del 14 de maig de 2010 (i posteriorment seria expulsat de la carrera judicial). Ruz figurava en una terna al costat de les jutgesses Carmen Lamela i Carmen Rodríguez-Medel, que van quedar descartades.